# Ґерґей Шіклоші
Ґерґей Шіклоші (угор. Siklósi Gergely, нар. 4 вересня 1997) — угорський фехтувальник на шпагах, срібний призер Олімпійських ігор 2020 року, чемпіон світу, призер чемпіонату Європи.

## Біографія
На юніорському рівні Шіклоші ставав чемпіоном Європи (2016 рік), а також дворазовим бронзовим призером чемпіонату світу (2016 та 2017 роки) в індивідуальній першості.
Свою першу медаль на дорослому рівні фехтувальник завоював у 2017 році, ставши срібним призером Універсіади у командній першості.
2019 рік був найуспішнішим у кар'єрі спортсмена. На чемпіонаті Європи в Дюссельдорфі він разом з командою став бронзовим призером. А на домашньому чемпіонаті світу, він переміг усіх суперників та став чеммпіоном світу в індивідуальній першості.

## Виступи на Олімпіадах
| Олімпіада  | Дисципліна          | Місце |
| ---------- | ------------------- | ----- |
| Токіо 2020 | індивідуальна шпага | 2     |
| Париж 2024 | індивідуальна шпага | 21    |
| Париж 2024 | командна шпага      | 1     |